# Panj (rijeka)
Panj, poznata i pod starijim nazivom Očus, je rijeka u Afganistanu i Tadžikistanu, koja sutokom s rijekom Vahš tvori Amu-Darju. Rijeka je duga 921 km, s površinom porječja od 114 000 km2. Rijeka čini već dio Afganistansko-tadžikistanske granice.
Rijeka nastaje sutokom rijeka Pamir i Wakhan u blizini sela Qalʿa-ye Panja (Qalʽeh-ye Panjeh). Odatle teče prema zapadu, čineči dio granice između Afganistana i Tadžikistana. Nakon što prođe grad Horog, glavni grad autonomne regije Gorno-Badahšan u Tadžikistanu, dobiva vodu iz jedne od svojih glavnih pritoka, rijeke Bartang. Zatim skreće prema jugozapadu, prije nego što sutokom s rijekom Vahš formira najveću rijeku središnje Azije, Amu-Darju. Panj je igrao važnu ulogu u sovjetsko vrijeme, a bio je strateška rijeka tijekom sovjetskih vojnih operacija u Afganistanu 1980-ih.

## Potrošnja vode
Ugovor o vodi između Sovjetskog Saveza i Afganistana, potpisan 1946. godine, dopušta Afganistanu da crpi 9 milijuna kubičnih metara vode godišnje iz rijeke Panj. Trenutno crpi 2 milijuna kubika vode. Prema Projektu sliva rijeke Panj, mogla bi se očekivati šteta za okoliš ako bi Afganistan crpio svu količinu vode iz rijeke koju ugovor dopušta.

## Mostovi
- Tadžikistansko-afganistanski most u Panji Poyonu: Most na autocesti izgrađen je preko rijeke između Tadžikistana i Afganistana u Panji Poyonu. Ugovor je dodijeljen u svibnju 2005., a izgradnja mosta započela je u siječnju 2006. i dovršena u kolovozu 2007. Financiranje je osigurao SAD u iznosu od 37 milijuna američkih dolara, a izgradnju je izvela talijanska generalna građevinska tvrtka Rizzani de Eccher SpA u vlasništvu Inženjerskog korpusa američke vojske . Most zamjenjuje teglenicu koja je mogla prevesti samo 60 automobila dnevno i koja je bila neupotrebljiva veći dio godine zbog jakih struja u rijeci. RAWA izvještava[5] da se time olakšava trgovina heroinom, ključna za gospodarsko čudo u Afganistanu.
- Još jedan most izgrađen je na ušću u rijeku Gunt kod Horog]a 2003.
- U Langaru postoji most koji je možda još uvijek zatvoren.

Aga Khan Development Network uključena je u projekt izgradnje niza od tri mosta preko rijeke Panj između Tadžikistana i Afganistana.
- Prvi od ovih mostova, koji povezuje Tem na tadžikistanskoj strani s Demoganom na afganistanskoj strani, svečano su otvorili tadžikistanski predsjednik Emomali Rahmonov, afganistanski potpredsjednik Hedayat Amin Arsala i njegovo visočanstvo Aga Khan u studenom 2002.[6][7]
- Nakon toga je uslijedilo svečano otvaranje Mosta tadžikistansko-afganistanskog prijateljstva u Darwazu u srpnju 2004.[8]
- Most Ishkashim između Ishkashima u Afganistanu i Ishkashima u Tadžikistanu svečano je otvoren u listopadu 2006.[9][10]

## Vanjske poveznice
|  | Zajednički poslužitelj ima još gradiva o temi Panj (rijeka) |